# Saint-Martial, Charente
 Saint-Martial  là một xã ở tỉnh Charente phía tây nước Pháp. Xã này có diện tích 9,31 km², dân số năm 1999 là 141 người. Khu vực này có độ cao 106 mét trên mực nước biển.